# Mok-dong
Mok-dong là một dong (phường) của quận Yangcheon ở Seoul, Hàn Quốc. Khu vực này được chia thành: Mok 1-dong, Mok 2-dong, Mok 3-dong, Mok 4-dong, Mok 5-dong. Mok-dong thường được gọi là "phường giáo dục đặc biệt" - một khu vực dân cư thuộc tầng lớp trung lưu và thượng lưu được biết đến với sự phong phú đa dạng của các cơ sở tổ chức tư nhân, hay Hagwons, cũng như các trường công chất lượng. Đây cũng là nơi đặt trụ sở chính của hai tổ chức phát thanh truyền hình là SBS và CBS. Tháp Hyperion là nhóm ba tòa nhà chọc trời cao nhất ở Mok-dong với 69 tầng, cao 256 mét, trong đó tháp A là tòa nhà cao thứ năm ở Seoul.

## Lịch sử
Trong lịch sử, Mok-dong là khu vực nông nghiệp nổi tiếng với hoạt động chăn nuôi ngựa. Vào những năm 1980, đây là một trong những khu dân cư rẻ nhất Seoul do sự ô nhiễm ở sông Anyangcheon, nguy cơ lũ lụt lớn và tiếng ồn của các nhà máy hoạt động trái phép. Từ năm 1983, khi chính quyền lên kế hoạch phát triển cho các khu vực, Mok-dong đã được quy hoạch thành một khu vực dân cư mật độ cao trước Đại hội Thể thao châu Á 1986 và Thế vận hội Mùa hè 1988, nhằm mục đích không chỉ để đáp ứng nhu cầu nhà ở ngày càng tăng ở Seoul, mà còn để lấp đầy các khoảng đất trống trên đường từ sân bay đến các sân vận động. Trong giai đoạn đầu của quá trình phát triển, cư dân bản địa đã phản đối các báo cáo chính thức rằng họ sẽ chỉ được đền bù 100.000 won cho việc tái định cư, điều này đã gây ra nhiều cuộc biểu tình phản đối để rồi sau đó dẫn đến việc công nhận "quyền được sống" ở Hàn Quốc.

## Các tổ chức phát thanh truyền hình
- Văn phòng của Ủy ban Tiêu chuẩn Truyền thông Hàn Quốc (방송통신심의위원회)
- Trụ sở chính Seoul Broadcasting System (SBS) (SBS 방송 센터)
- Trụ sở chính Christian Broadcasting System (CBS)

## Giáo dục
Các trường học ở Mok-dong:
- Trường tiểu học Sinseo Seoul (서울신서초등학교)
- Trường tiểu học Gyeongin Seoul (서울경인초등학교)
- Trường tiểu học Mokwon Seoul (서울목원초등학교)
- Trường tiểu học Mogun Seoul (서울목운초등학교)
- Trường tiểu học Seojeong Seoul (서울서정초등학교)
- Trường tiểu học Yanghwa Seoul (서울양화초등학교)
- Trường tiểu học Yeongdo Seoul (서울영도초등학교)
- Trường tiểu học Wolchon Seoul (서울월촌초등학교)
- Trường tiểu học Jeongmok Seoul (서울정목초등학교)
- Trường trung học cơ sở Sinseo (신서중학교)
- Trường trung học cơ sở Mogun (목운중학교)
- Trường trung học cơ sở Shinmok (신목중학교)
- Trường trung học cơ sở Yangdong (양동중학교)
- Trường trung học cơ sở Yangjeong (양정중학교)
- Trường trung học cơ sở Wolchon (월촌중학교)
- Trường trung học phổ thông Gangseo (강서고등학교)
- Trường trung học phổ thông Shinmok (신목고등학교)
- Trường trung học phổ thông Yangjeong (양정고등학교)
- Trường trung học phổ thông nữ sinh Jinmyung (진명여자고등학교)
- Trường trung học phổ thông Hangaram (한가람고등학교)
- Trường trung học phổ thông Sinseo (신서고등학교)

## Giao thông
Có thể đến Mok-dong thông qua:
- Ga Mok-dong trên tàu điện ngầm Tuyến Seoul 5
- Ga Omokgyo trên tàu điện ngầm Tuyến Seoul 5
- Ga Sinmokdong trên tàu điện ngầm Tuyến Seoul 9
- Ga Yeomchang trên tàu điện ngầm Tuyến Seoul 9
- Ga Deungchon trên tàu điện ngầm Tuyến Seoul 9

## Địa điểm tham quan
- Sân vận động Mokdong  (목동운동장)
- Sân vận động bóng chày Mokdong (목동야구장)
- Tháp Hyperion (목동 하이페리온)
- Núi Yongwang (용왕산, hay còn được gọi là 엄지산)
- Phòng thu GomTV
- Hyundai Department Store chi nhánh cửa hàng Mok-dong (현대백화점 목동점), được xây dựng bên dưới tháp Hyperion.
- Mokdong Trapalace (목동 트라팰리스)

## Hình ảnh

Trung tâm dịch vụ cộng đồng Mok 2-dong
Trung tâm dịch vụ cộng đồng Mok 3-dong
Trung tâm dịch vụ cộng đồng Mok 4-dong
Trung tâm dịch vụ cộng đồng Mok 5-dong
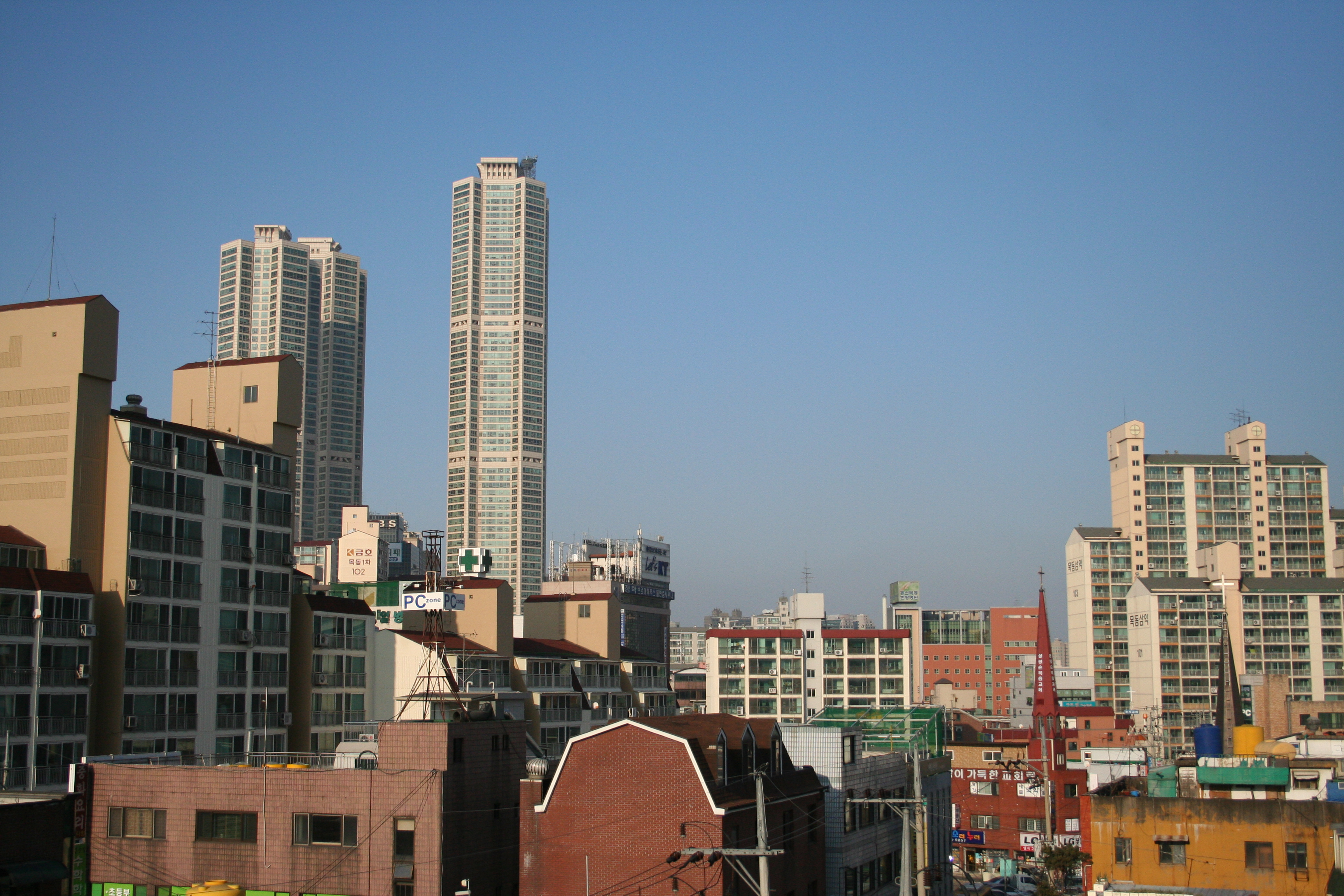
Quang cảnh Mok-dong
Tháp Hyperion
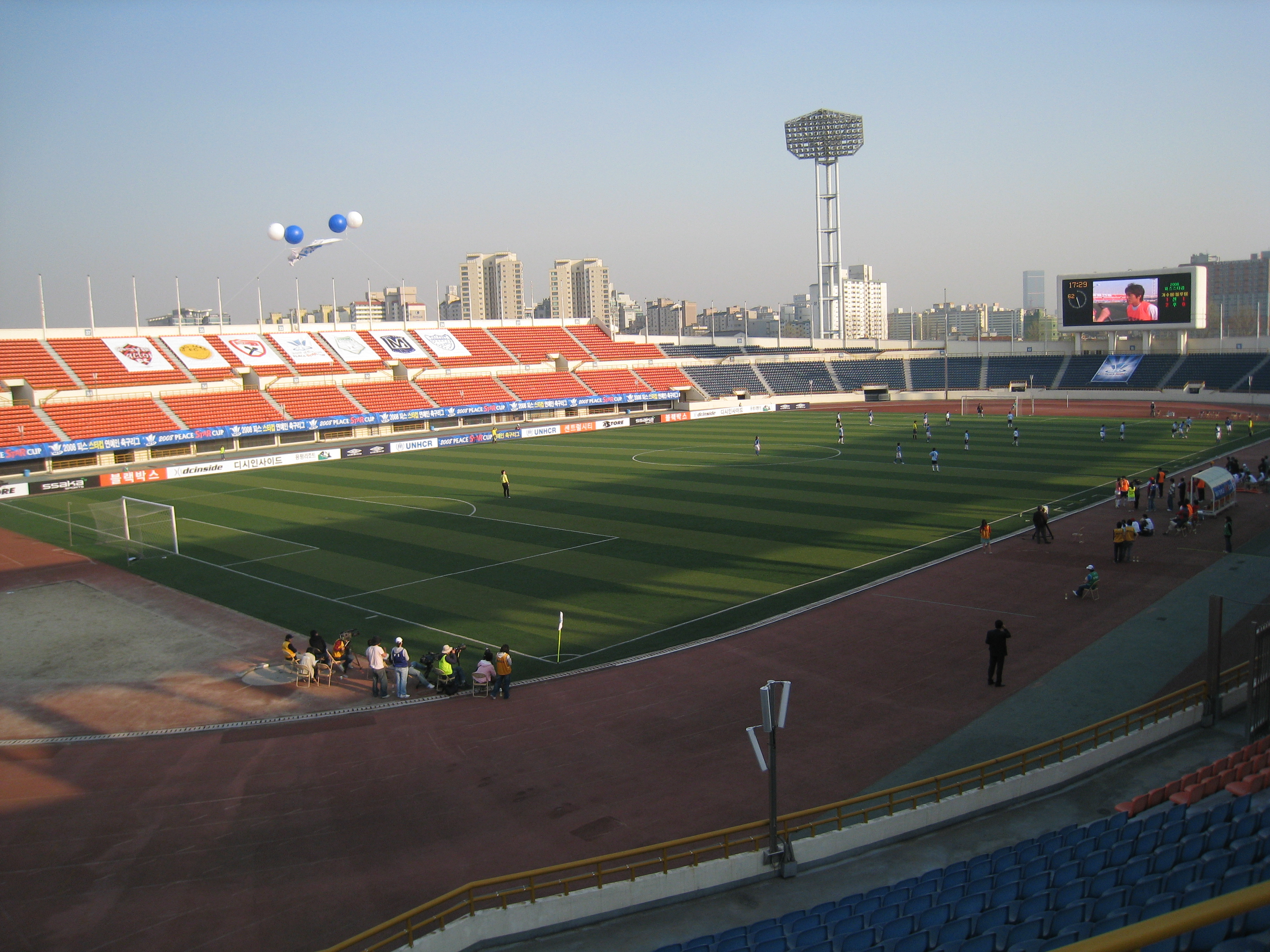
Sân vận động Mok-dong
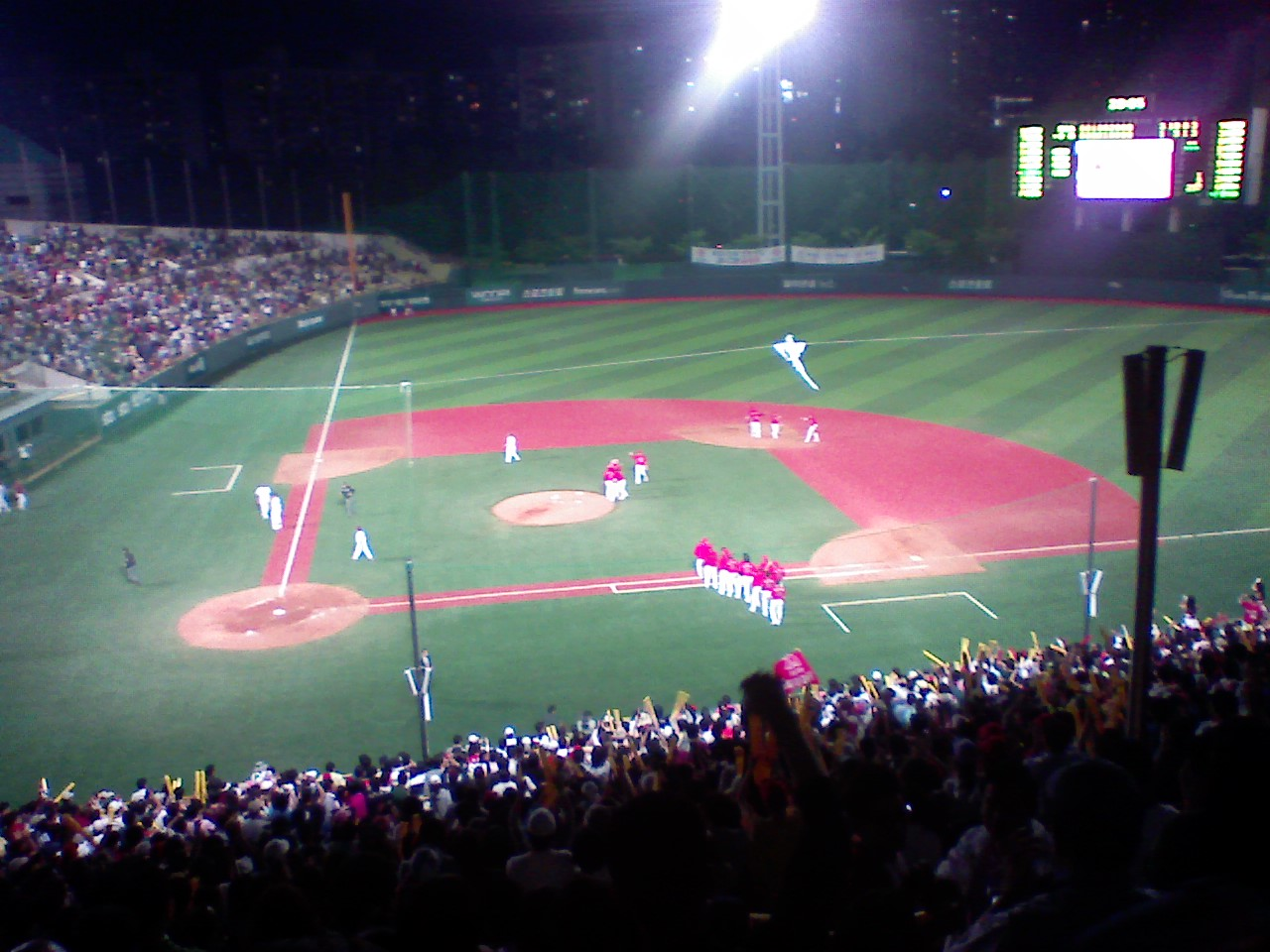
Sân vận động bóng chày Mokdong